# Number 1 Angel
Number 1 Angel is de derde mixtape van Britse singer-songwriter Charli XCX uitgegeven op 10 maart 2017 door Asylum Records. Het is Charli XCX' eerste full-length release na haar succesvolle tweede album Sucker uit 2014 en werd voornamelijk 'uit verveling' gemaakt in afwachting van haar derde album, die gepland stond voor september 2017.

## Tracklist
Credits zijn afkomstig van Spotify.
Number 1 Angel (2017)
| Nr.                  | Titel                         | Schrijver(s)                                                                  | Producent(en)          | Duur |
| -------------------- | ----------------------------- | ----------------------------------------------------------------------------- | ---------------------- | ---- |
| 1.                   | Dreamer (met Starrah en RAYE) | Charlotte Aitchison, Alexander Guy Cook, Rachel Keen, Brittany Talia Hazzard  | A.G. Cook              | 3:59 |
| 2.                   | 3AM (Pull Up) (met MØ)        | Aitchison, Cook, Finn 'EasyFun' Keane, Karen Marie Ørsted                     | Easy FX                | 4:00 |
| 3.                   | Blame It on U                 | Aitchison, Cook, Noonie Bao                                                   | Cook                   | 3:47 |
| 4.                   | Roll with Me                  | Aitchison, Noonie Bao, Klas Ahlund, Samuel Long                               | Sophie                 | 3:22 |
| 5.                   | Emotional                     | Aitchison, Cook, Keane, Fredrik Berger, Martin Stilling, Patrik Berger        | Easy FX                | 3:54 |
| 6.                   | ILY2                          | Aitchison, Danny L Harle                                                      | Harle                  | 3:17 |
| 7.                   | White Roses                   | Aitchison, Cook, Bao                                                          | Cook                   | 3:33 |
| 8.                   | Babygirl (met Uffie)          | Aitchison, Amanda Warner, John Hill, Peter Keusch, Sarah Hudson, Anna Hartley | Hill                   | 3:54 |
| 9.                   | Drugs (met ABRA)              | Aitchison, Cook, Gabrielle Mirville                                           | Cook                   | 3:49 |
| 10.                  | Lipgloss (met CupcakKe)       | Aitchison, Cook, Elizabeth Harris                                             | Cook, Life Sim, Sophie | 3:55 |
| Totale lengte: 37:29 |                               |                                                                               |                        |      |

Opmerkingen
- Dreamer wordt op Spotify als Dreamer - Compound Version weergegeven, maar op Apple Music en Tidal niet.[5][6]